# 奉節県
奉節県（ほうせつ-けん）は、中華人民共和国重慶市に位置する県。

## 地理
奉節県は重慶市東部に位置し、雲陽県・巫山県・巫渓県、湖北省恩施土家族苗族自治州恩施市・利川市と接している。県城（市街地）は長江の北に位置し、三峡ダム建設に伴う水没地帯であったためプロジェクトに関連し大規模な住民移動が実施された。

## 歴史
前314年、秦が巴郡の下に設置した魚復県を前身とする。後漢の時代になると巴東郡の郡治とされた。三国時代になると222年（章武12年）に夷陵の戦いに敗れた劉備が白帝城に移ると、永安県と改称された。280年（太康元年）に西晋により魚復県と、554年には西魏により人復県と改称された。
唐代になると649年（貞観23年）に奉節県と改称、夔州の州治とされた。1376年（洪武9年）、明朝は奉節県を廃止し、夔州に統合したが、1380年（洪武13年）に再設置された。
1911年（宣統3年）11月26日、辛亥革命に呼応し奉節県が独立を宣言、その後四川省に属した。中華人民共和国成立後は川東行署区に、1952年は四川省に属した。1997年3月の重慶直轄市の成立と共に、重慶市の管轄とされた。

## 行政区画
下部に4街道、18鎮、7郷、4民族郷を管轄する。
- 街道：永安街道、魚復街道、夔門街道、夔州街道
- 鎮：白帝鎮、草堂鎮、汾河鎮、康楽鎮、大樹鎮、竹園鎮、公平鎮、朱衣鎮、甲高鎮、羊市鎮、吐祥鎮、興隆鎮、青竜鎮、新民鎮、永楽鎮、安坪鎮、五馬鎮、青蓮鎮
- 郷：岩湾郷、平安郷、紅土郷、石崗郷、康坪郷、鶴峰郷、馮坪郷
- 民族郷：太和トゥチャ族郷、長安トゥチャ族郷、竜橋トゥチャ族郷、雲霧トゥチャ族郷
- 白帝城風景区管理委員会

## 経済
2002年、県の総生産が27.4億元に達する。財政収入は1.93億元となる。

## 観光
三峡上流の景観が観光資源。白帝城、永安宮、甘夫人（劉備夫人）墓、瞿塘峡の摩岩題刻、南寧鎖江鉄柱などの歴史文化的遺跡、瞿塘峡、小寨天坑、天井峡地縫、竜橋河などの雄大にして峻険、幽邃で秀麗な自然景観がある。

## 交通

### 空港
- 重慶巫山空港（中国語版）

### 鉄道
- 鄭渝高速鉄道（中国語版）
  - 奉節駅

### 道路
- 高速道路
  -  滬蓉高速道路
  -  安来高速道路（中国語版）
- 国道
  - G242国道（中国語版）
  - G348国道（中国語版）

## 健康・医療・衛生
- 奉節県人民医院
- 奉節県中医院
- 奉節県婦幼保健院